# Первая Пыя
Первая Пыя (устар. Малая Пыя) — река на севере России, протекает в Мезенском районе Архангельской области. Длина реки составляет 30 км.
Начинается в обширном, глубоком (глубина — более 2 метров) болоте к северо-востоку от деревни Лампожня вблизи истоков Товы. Течёт в северо-западном направлении по узкой лесистой долине между болот Хлупинского и Междупыйского. Устье реки находится в 34 км по левому берегу реки Пыя в берёзово-еловом лесу.
Основной приток — речка Рассоха — впадает справа.

## Данные водного реестра
По данным государственного водного реестра России относится к Двинско-Печорскому бассейновому округу, водохозяйственный участок реки — Мезень от водомерного поста деревни Малонисогорская и до устья. Речной бассейн реки — Мезень.
Код объекта в государственном водном реестре — 03030000212103000050763.